# عمرات کولا
عمرات کولا (انگلیسی: Amrat Cola) شرکت نوشیدنی پاکستانی است، که در سال ۱۹۹۰ تأسیس شد.